# Catedral de Ruão
A Catedral de Notre-Dame de Rouen ou Catedral de Nossa Senhora de Ruão (em francês Cathédrale Notre-Dame de Rouen) é uma catedral católica, em estilo gótico, situada em Ruão, na região da Normandia, no noroeste da França. É a sede da Arquidiocese de Ruão.

## História
Há evidência de uma catedral em Ruão (chamada então Rotômago) desde fins do século IV. O predecessor do atual edifício foi uma igreja em estilo românico consagrada em 1063, da qual resta apenas a cripta sob a atual catedral. À sagração da igreja românica assistiu o duque da Normandia Guilherme, o Conquistador, assim chamado por haver conquistado a Inglaterra em 1066.
Em 1145, o arcebispo Hugo III de Amiens começa a construção de uma nova catedral, em estilo gótico, em substituição ao antigo edifício. Os trabalhos sofreram um sobressalto em 1200 quando um incêndio destruiu parte da nave. Em 1204 a igreja foi palco da recepção a Filipe II de França, que anexou a Normandia ao reino francês.
Os trabalhos da catedral foram em grande parte realizados ao longo do século XIII, mas obras menores continuaram nos séculos seguintes. Na fachada principal, a torre da esquerda - chamada Torre de São Romano (Tour Saint Romain) - data da segunda metade do século XII, assim como os dois portais laterais da fachada. Já as fachadas do transepto, com os portais da Livraria e das Calendas, foram realizadas a partir de 1280 e só foram completados em meados do século XIV. No século XV foi construído o coroamento da Torre de São Romão e toda a torre da direita, conhecida como Torre de Manteiga (Tour de Beurre), assim chamada porque parte do seu custo foi pago com doações para o uso de manteiga consumida durante a quaresma. A construção desta torre desestabilizou a estrutura da fachada da igreja, o que levou a uma reconstrução do portal principal entre 1508 até aproximadamente 1520.
O portal central foi completado entre 1509 e 1521. Na obra da catedral trabalhou o escultor João de Ruão (Jean de Rouen), que mais tarde instalou-se em Coimbra e foi um dos escultores mais importantes do renascimento português.
No século XIX houve outra campanha de obras no edifício. A agulha sobre a torre-lanterna do cruzeiro foi construída entre 1825 e 1876, para substituir a anterior do século XVI, destruída num incêndio causado por um raio em 1822. Com essa nova agulha, a igreja foi o edifício mais alto do mundo entre 1876 e 1880.
Em 11 de julho de 2024, a agulha da catedral foi destruída por um novo incêndio durante obras de restauro. Ninguém ficou ferido e mais de 70 bombeiros foram chamados para apagar as chamas.  